# Styx et Stone
Styx et Stone sont un duo de super-vilains créés par Marvel Comics. Ils sont apparus pour la première fois dans Amazing Spider-Man #309, en 1988.

## Origine
Gerald Stone était un scientifique idéaliste qui désirait trouver un remède contre le cancer. Il expérimenta ses idées sur un SDF nommé Jacob Eishorn. Le test échoua et Eishorn devint un cancer vivant, ayant désormais besoin de tuer pour survivre. Vicieux et violent, il se fit appeler Styx. Se sentant responsable, Stone acheta de l'équipement et lança leur duo de mercenaires. Stone pensait que de cette façon, Styx ne tuerait pas d'innocents. Il comptait utiliser l'argent pour guérir Styx.
Leur première mission consista à enlever Mary Jane Watson, pour le compte de J. Caesar, un millionnaire obsédé par l'actrice. Cela les amena en conflit direct avec Spider-Man. Le duo fit une nouvelle tentative, qui résulta presque en la mort de Venom, touché par Styx.
La troisième rencontre impliqua le vigilante Cardiac. Elias Wirtham (la véritable identité de Cardiac était un bon ami de Stone et il lui proposa de l'aider à guérir Styx. Mais quand il réalisa qu'il ne pourrait guérir le psychopathe, il chercha à l'éliminer. Cardiac fut stoppé par Spider-Man, et le duo criminel s'échappa.

## Pouvoirs et capacités
- Le toucher de Styx désintègre toute matière organique en quelques secondes. Ses doigts sont plus allongés pour atteindre plus facilement ses adversaires. La peau doit être en contact direct. Aussi il ne peut blesser quelqu'un en touchant ses vêtements ou son costume.
- Stone possède des épaulettes équipées de canons laser, d'un flash aveuglant, de lance-capsules qui contiennent une résine adhésive et de grenades soporifiques.
- Le duo se déplace sur une plateforme volante.